# Jūkendō

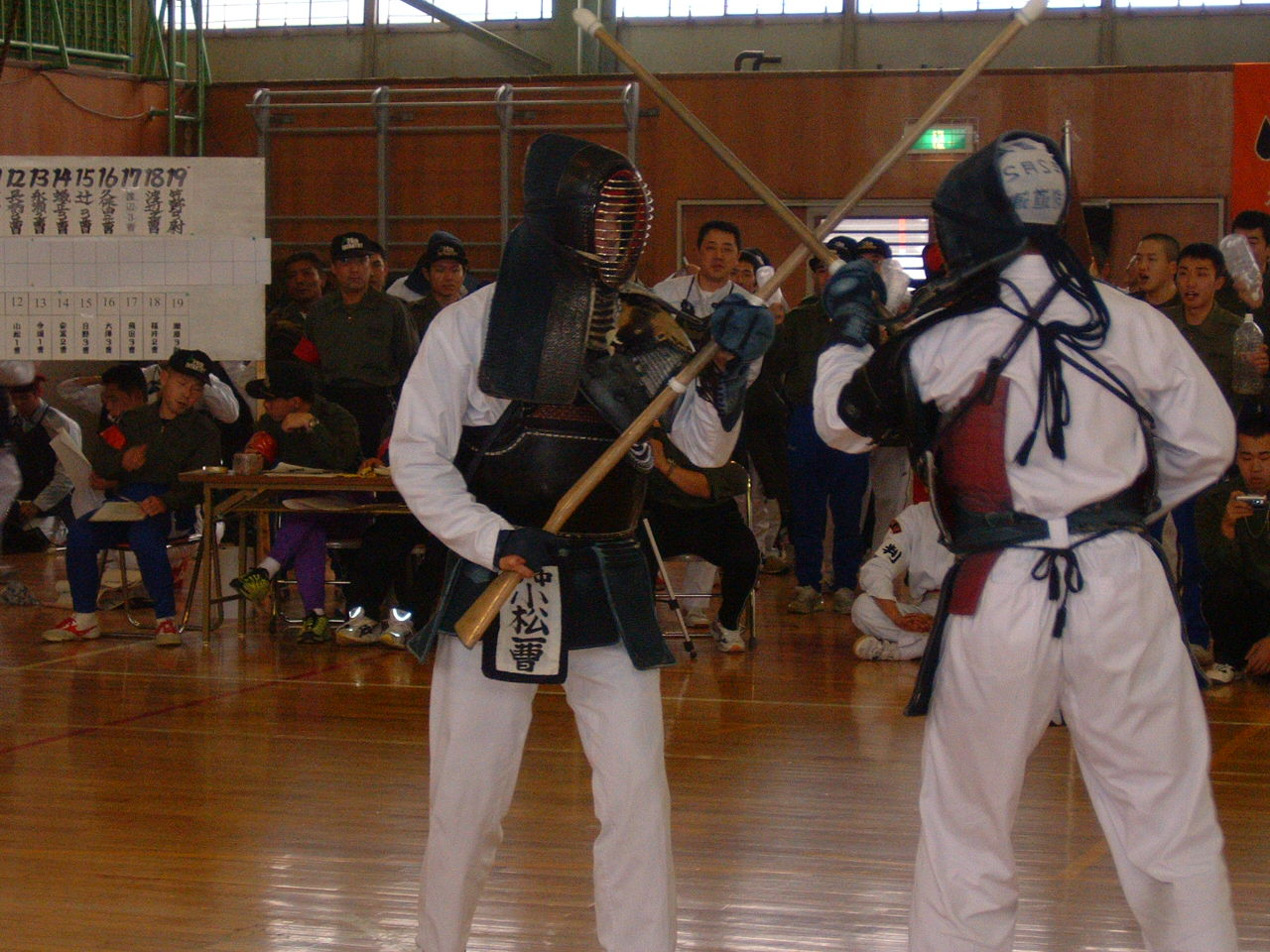
Jūkendō shiai

Jūkendō (jap. 銃剣道) – japońska sztuka walki wywodząca się z sōjutsu (technika walki włócznią), będąca tradycyjnym japońskim kobudō. Powstało w 1892 roku w oparciu o sōjutsu i kendo.

## Zasady
Jūkendō polega na starciu się z przeciwnikiem za pomocą gumowego bagnetu, osadzonego na drewnianym karabinie (mokujū). Mokujū powinno mieć długość 166 cm i ważyć 1110 gram. W zawodach liczy się przede wszystkim efektywne uderzenie i zachowanie prawidłowej postawy. Celem zawodnika jest wyprowadzenie ciosu i wycofanie się, aby uniknąć uderzenia ze strony przeciwnika. Zawody są najczęściej prowadzone przez trzech sędziów, którzy oceniają zawodników. Jeden pojedynek trwa 5 minut, w ciągu których należy stoczyć trzy walki. 